# BK Landora
BK (Boldklubben) Landora er en skånsk fodboldklub fra Landskrona/Landscrone. Holdet spillede flere sæsoner i Sveriges næsthøjeste division i 1930'erne og 1940'erne. Landora havde deres storhedstid i 1930'erne, da klubben snuste på Allsvenskan og kom på tredjepladsen i Sveriges næsthøjeste division 1937/38 samt den følgende sæson. 
Spilledragten har for det meste været rødgul skjorte og blåsorte bukser. 
Navnet Landora er taget fra et gammelt navn for Landscrone nævnt i Saxos "Danmarks Krønike" fra 1100'erne. Det første dokumenterede navn på byen er dog Søndre Sæby, da den danske konge grundlagde byen med ambitionen om at gøre den til Danmarks hovedstad.